# Leptospermum sejunctum
Leptospermum sejunctum är en myrtenväxtart som beskrevs av Joy Thomps.. Leptospermum sejunctum ingår i släktet Leptospermum och familjen myrtenväxter. Inga underarter finns listade i Catalogue of Life.